# 나가이정 (가나가와현)
나가이정(일본어: 長井町)은 일본 가나가와현 미우라군에 존재했던 정이다.

## 역사
- 1889년 4월 1일 - 정촌제 시행에 의해 나가이촌이 단독으로 촌제를 시행하였다.
- 1926년 2월 11일 - 나가이촌이 정으로 승격해 나가이정이 되었다.

## 참고 문헌
- 角川日本地名大辞典編纂委員会,『角川日本地名大辞典 神奈川県』1984, 角川書店